# La bohème (Leoncavallo)
La bohème is een opera in vier bedrijven van Ruggero Leoncavallo met een libretto van de componist. Het is gebaseerd op de roman Scènes de la vie de bohème van Henry Murger. De wereldpremière vond plaats op 6 mei 1897 in het Teatro La Fenice in Venetië.
Leoncavallo schreef zijn opera tegelijkertijd met die van Giacomo Puccini. Hij reviseerde het werk later en noemde het Mimi Pinson, maar ondanks het aanvankelijke succes verdween het in de vergetelheid. Puccini's versie daarentegen werd standaard repertoire, terwijl Leoncavallo's versie zelden wordt opgevoerd.

## Rollen

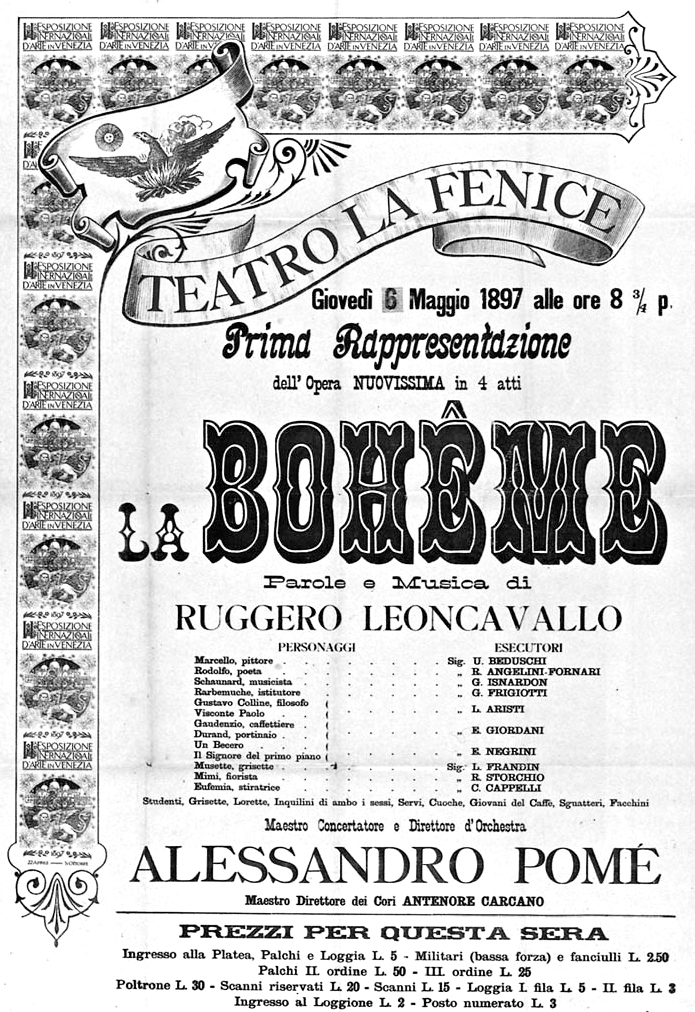
Poster for the premiere

| Rol | stemtype      | Premièrecast, 6 mei 1897 (dirigent: Alessandro Pomè) |
| --- | ------------- | ---------------------------------------------------- |
| Schaunard, een musicus                                                                                     | bariton       | Jacques Isnardon                                     |
| Marcello, een schilder                                                                                     | tenor         | Giovanni Beduschi                                    |
| Rodolfo, een dichter                                                                                       | bariton       | Rodolfo Angelini-Fornari                             |
| Mimi | sopraan       | Rosina Storchio                                      |
| Musette | sopraan       | Elisa "Lison" Frandin                                |
| Gaudenzio                                                                                                  | tenor         | Enrico Giordani                                      |
| Leegloper                                                                                                  | tenor         |                                                      |
| Colline, een filosoof                                                                                      | bas           | Lucio Aristi                                         |
| Eufemia | mezzo-sopraan | Clelia Cappelli                                      |
| Barbemuche                                                                                                 | bas           | Giuseppe Frigiotti                                   |
| Durand | tenor         | Enrico Giordani                                      |
| Koor: Studenten, werkmeisjes, stadsvolk, winkeliers, straatverkopers, soldaten, obers, vrouwen en kinderen |               |                                                      |

## Inhoud

### Eerste akte
Café Momus

Herbergier Gaudenzio probeert tevergeeft de bohemiens buiten te houden, aangezien ze nooit betalen en altijd rotzooi trappen. Tijdens de discussie halen de bohemiens weer gein uit. Ze gaan zitten om te eten een Musette zingt een vrolijk lied. Dan komt de rekening, maar ze hebben natuurlijk geen geld. Er ontstaat een komisch gevecht tussen hen en de herbergier, die zijn bedienden erbij heeft geroepen om hem te helpen. De zaak wordt beslecht door Barbemuche die aanbiedt de rekening te betalen. 

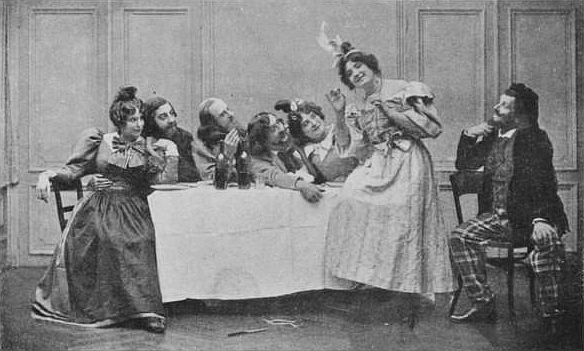
Ruggero Leoncavallo, La Bohème, 1899

### Tweede akte
De binnenplaats van Musette's huis
Musette's minnaar heeft haar verlaten en weigert nog langer haar schulden te betalen. Het gevolg daarvan is dat haar meubilair geconfisqueerd is en naar de binnenplaats is gedragen. De bohemiens, die in groten getale arriveren, feesten uitbundig. De buren, die uit hun slaap gehaald zijn, protesteren tevergeefs en de scène eindigt in een gevecht tussen beide facties.

### Derde akte
Marcello's zolderkamertje
Musette, die het hongerlijden niet langer kan verdragen, besluit Marcello te verlaten. Gedurende de festiviteiten op de binnenplaats heeft Mimi zich laten ontvoeren door graaf Paul, maar ze is teruggekeerd vanwege haar liefde voor Rodolfo. Mussette smeekt haar mee te komen, maar ze weigert. Boos dwingen Marcello en Rodolfo beide vrouwen het appartement te verlaten.

### Vierde akte
Rodolfo's zolderkamertje
Mimi keert terug bij Rodolfo, op de rand van de dood. Musette, die haar daar per toeval aantreft, offert haar juwelen op om een brandstof te kopen om de kamer voor Mimi te verwarmen. Als de kerstklokken klinken sterft Mimi.